# Mållamarant
Mållamarant (Amaranthus blitum) är en växt tillhörande amarantsläktet. Dess ursprung är medelhavsregionen.